# Cristofor
Cristofor se poate referi la:
- Sfântul Cristofor

- Cristofor Báthory
- Cristofor Burgaris
- Cristofor Columb
- Cristofor I. Simionescu

## Denumiri geografice
- Sfântul Cristofor și Nevis

## Altele
- San Cristoforo
- Samantha Cristoforetti